# شتيفاني برونر
ستيفاني برونر (بالألمانية: Stephanie Brunner)‏ هي متزحلقة نمساوية، ولدت في 20 فبراير 1994 في شفاتس في النمسا.

## وصلات خارجية
- ستيفاني برونر على موقع الاتحاد الدولي للتزلج (التزلج على المنحدرات الثلجية) (الإنجليزية)
- ستيفاني برونر على موقع اللجنة الأولمبية الدولية (الإنجليزية)
- ستيفاني برونر على موقع أوليمبيديا (الإنجليزية)